# Гравитино

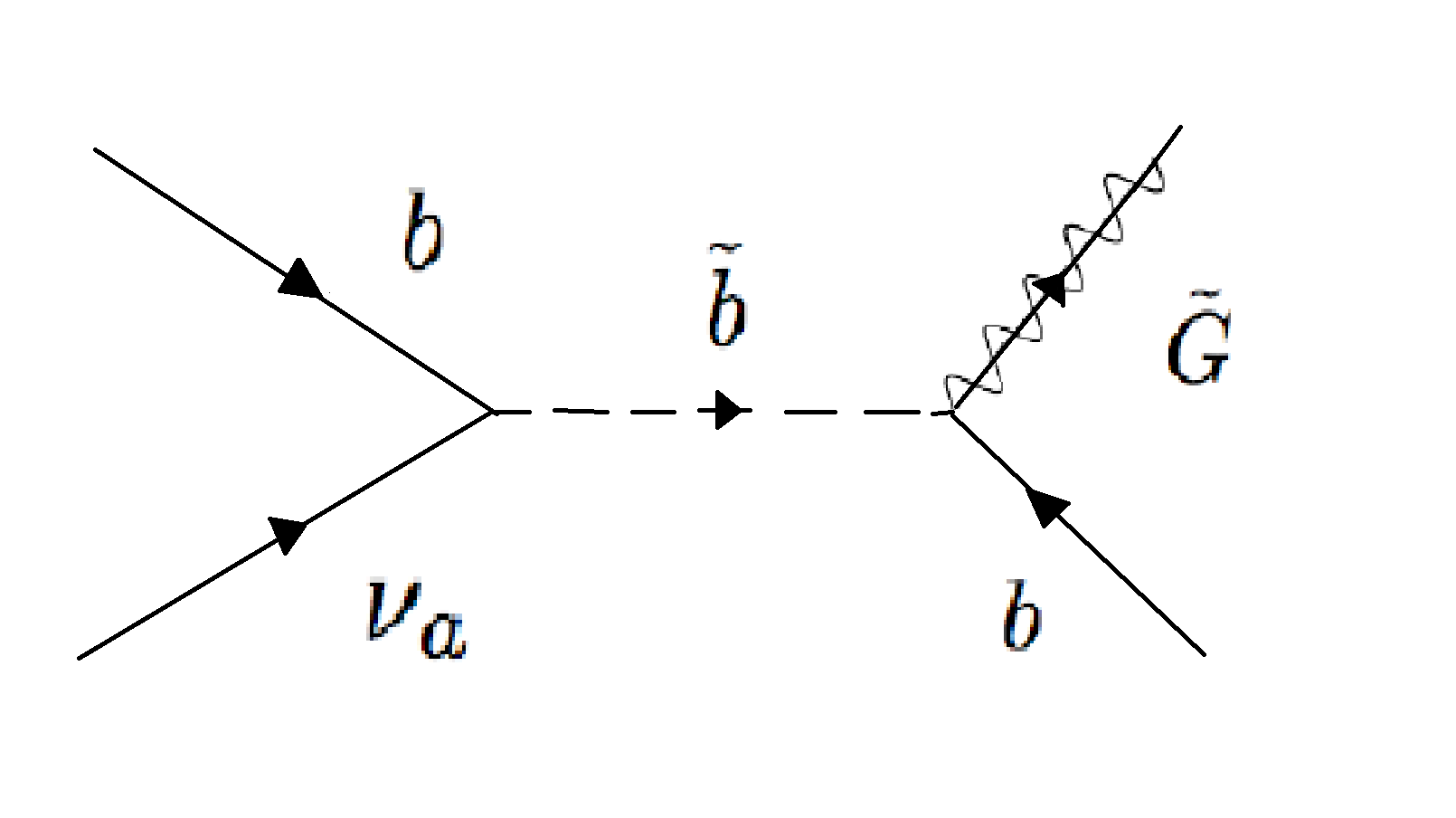

Гравитино — гипотетическая элементарная частица, предсказываемая теориями супергравитации. Является квантом фермионного поля, описываемого локализацией преобразований супергравитации, связывающих фермионы с бозонами. Имеет нулевые электрический, лептонный и барионные заряды, спин равен {\displaystyle {\frac {3}{2}}}, в простейших вариантах теории участвует только в гравитационном взаимодействии и считается единственным и безмассовым, в более сложных — имеет несколько разновидностей, может иметь массу за счёт механизма Хиггса нарушения суперсимметрии, участвовать в слабом взаимодействии. Существование гравитино является единственным экспериментально проверяемым предсказанием теории супергравитации. Гипотеза о наличии гравитино вносит квантовые поправки в общую теорию относительности только на микроскопических расстояниях.